# Diacria (Ática)
Diacria era una de las tres grandes divisiones de la antigua Ática, la más montañosa situada al nordeste, que se extendía hasta el canal de Eubea y el valle de Asopo. Sus habitantes se dedicaban al aprovechamiento de la madera de sus bosques, la ganadería y el cultivo de la vid, aunque también poseía importantes canteras y yacimientos de plata (minas de Laurion).
En este país se hallaban la Tetrápolis y el valle de Maratón, donde Milcíades derrotó a los persas. En una de sus ciudades nació Demóstenes.
Este país también fue célebre porque en él se pusieron en escena las primeras farsas y porque sus habitantes hablaban uno de los dialectos más puros del Ática.